# David Arellano
David Alfonso Arellano Moraga (29. července 1902, Santiago de Chile – 3. května 1927, Valladolid) byl chilský fotbalista, zakladatel klubu Colo-Colo, jehož stadion nese od roku 1989 jméno Estadio Monumental David Arellano.

## Kariéra
V seniorském týmu CD Magallanes debutoval v roce 1919, když mu bylo sedmnáct let. O šest let později z klubu, spolu s několika dalšími spoluhráči, odešel a založil klub Colo-Colo. S ním vyhrál hned v prvním roce regionální soutěž Liga Central de Football.
Za chilskou reprezentaci odehrál šest zápasů, ve kterých vstřelil 7 gólů. V letech 1924 a 1926 se zúčastnil mistrovství Jižní Ameriky.

## Úmrtí
V roce 1927 odletěl s klubem na turné po Evropě, kde odehrál několik přátelských zápasů s různými kluby. Jedním z nich byl 2. května i španělský celek Real Valladolid. V tomto zápase se střetl s protihráčem, což zapříčinilo zánět pobřišnice, na jehož následky druhý den, ve věku 24 let, zemřel.

## Úspěchy
- 1× vítěz Liga Central de Football: (1925)